# Liste des commanderies templières en Moravie
Cette liste recense les commanderies et maisons de l'Ordre du Temple qui ont existé en Moravie (liste non exhaustive).

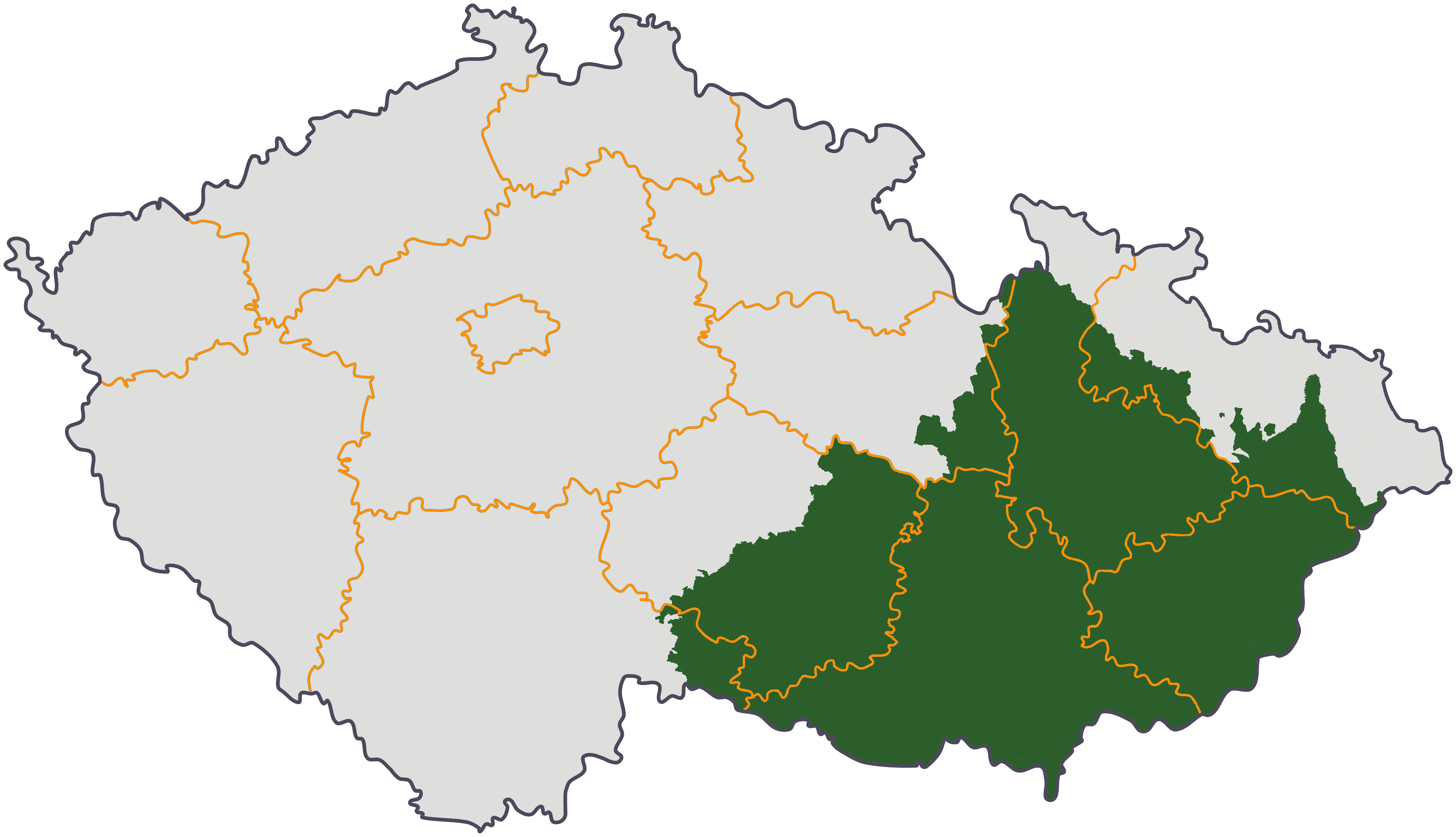
Le Duché de Moravie

## Faits marquants et Histoire
La Moravie est une région d’Europe centrale, formant aujourd’hui la partie orientale de la République tchèque. Ses villes principales sont Brno et Olomouc. Dans le premier tiers du XIe siècle, la Moravie est rattachée à la Bohême. Elle devient un Margraviat en 1182, et partage l’histoire de la Bohême pendant le Saint-Empire romain germanique.
En 1243, les possessions de l'ordre étaient encadrées par un commandeur en Moravie, frère  Fridericus,, les chartes de l'époque montrant que les tartares ont ravagé le royaume de Hongrie. Vers la fin du XIIIe siècle, la Moravie fait partie de la province templière d'Allemagne qui regroupe les possessions en Europe centrale y compris la Bohême et la Hongrie. On trouve alors un maître de la baillie de Bohême et de Moravie (1297), frère Ekko qui est désigné ensuite comme commandeur provincial de Bohême, Moravie et Autriche (1302).
Initialement, frère Ekko était commandeur de Čejkovice (1292-1295), il figure dans une charte de 1295 au côté du maître d'Allemagne, Bertram von Esbeke.

## Commanderies
| Commanderie ou possession     | Ville actuelle (ou à proximité) | Date supposée de première donation | Observations |
| ----------------------------- | ------------------------------- | ---------------------------------- | --- |
| Brno (?)                      | Brno                            | 1302                               | [ 8 ] |
| Čejkovice                     | Čejkovice (Hodonín)             | vers 1240                          | , |
| Jamolice                      | Jamolice                        | av. 1242 / c. 1250                 | |
| Vsetín                        | Vsetín                          | c. 1300                            | (la):oppidum Setteinz cum castrum Vreundsberk Bail emphytéotique à un tiers signé par Ecko, maître de Bohême et de Moravie (1308), incluait le château de « Freundsberk » dont la localisation demeure incertaine. |
| Templestejn (forteresse) (cs) | Jamolice ou Dolní Heřmanice     | 1281                               | [ 14 ] |

| Localisation en République tchèque actuelle (Liens vers les articles correspondants) |
| ------------------------------------------------------------------------------------ |
| \| Bavière Bohême Basse-Autriche Brno Čejkovice Jamolice Templestejn Vsetín \|       |
| Bavière Bohême Basse-Autriche Brno Čejkovice Jamolice Templestejn Vsetín             |

### Autres biens rattachés aux commanderies
- Églises de Dubňany, Bohuslavice et Dukovany dont la possession est confirmée en 1279 et qui semblent dépendre de Jamolice en 1281[15].

## Quelques templiers en Moravie
Une liste chronologique non exhaustive des templiers qui apparaissent dans les chartes relatives au margraviat de Moravie :
- fr. Conan, Conon, Kuno ou encore Quènes (Cuno) de la commanderie de Jamolice (1242)[16]
- fr. Conrad (Cunradus), dans la même charte que Cuno (1242)[16]
- fr. Friedrich (Fridericus), commandeur de Moravie (1243)[1],[2]
- fr. Siegfried (Syfrido), commandeur (1290). Une commanderie dont le nom n'est pas précisée mais qui se trouvait près de l'abbaye de Třebíč et près de Swatoslaw[17]. La commanderie connue la plus proche semblant être Templestejn (cs)
- fr. Ekko (Ekko, Ecchoni, Eckone, Ekkonis), commandeur de Čejkovice (1292)[6], avec le titre de maître aux côtés des frères de la maison du Temple de Saint-Laurent à Prage (1294)[18], commandeur de Čejkovice et Uhříněves dans une charte où apparait Berchramus de Czwek, maître d'Allemagne, Hongrie, Bohême et Moravie (1295)[7], maître de Bohême et Moravie (1297)[19], commandeur provincial de Bohême, Moravie et Autriche (1302)[20]
- fr. Bertram von Esbeke (Berchramus de Czwek), maître de la province d'Allemagne, charte signée à Prague en présence du commandeur de Čejkovice, Ekko (1295)[7]
- fr. Th..., du château de Templestejn (cs) (1298)[21]
- fr. Siegfried de Bruna (Sifridus de Brunna), maître dans la même charte qu'Ekko (1302)[20], [Incertain][22]
- fr. Abel et Bertoldus de la maison de Templštejn, fr. Dietlinus et Kunradus de la maison de « Slawicz » (1303)[23],[24]